# Bell Book and Candle

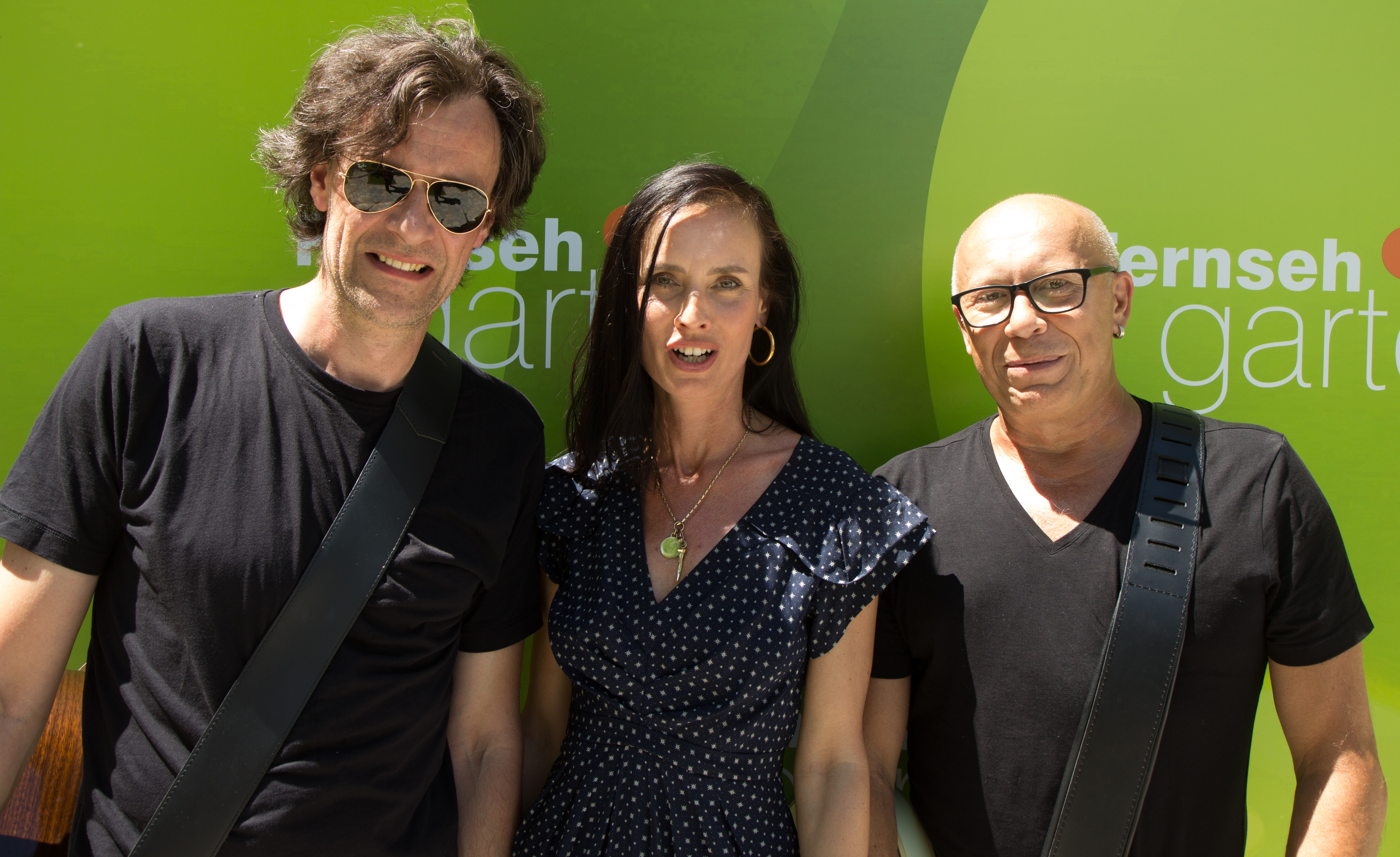
Bell Book and Candle, 2018

Bell Book & Candle es una banda de origen alemán que se hizo famosa por su tema "Rescue Me" en 1997. El grupo está guiado por la vocalista Jana Groß.
Con su álbum debut Read my Sign, obtuvieron varios reconocimientos, entre ellos el álbum de Platino en su país natal y oro en Suiza.
Después tuvieron un éxito moderado en Estados Unidos, donde el sencillo en CD de Rescue Me tuvo disco de oro. En ese mismo instante, lanzaron en álbum debut en versión estadounidense. Su segundo sencillo fue Read My Sign que tuvo gran acogida en Alemania.
Posteriormente vino el sencillo See Ya, una canción que trata sobre la muerte de un ser querido.
En 1999 lanzan su segundo disco Longing, sin completar la gira del álbum Read My Sign. Esto provocó una cierta molestia por parte de su sello discográfico. En ese mismo instante, grabaron una canción llamada Bliss In My Tears, que tuvo un cierto éxito en las radios y fue incluida en la banda sonora de una película de su país natal (Geschwister). Su segunda placa, no tuvo mucha acogida. El primer sencillo Fire And Run, no alcanzó los rankings como lo ocurrido con Rescue Me.
Durante el tour para promocionar su segundo álbum, la vocalista Jana Groß, se enferma y se cancela todo tipo de promoción.
En el 2001 regresan con un estilo diferente y más pop. Dejando atrás su dark-rock, se van por estilos más bailables y sacan su tercer álbum The Tube. El primer sencillo Catch You, tuvo buena acogida en las radios alemanas.
Posteriormente, en el 2003 lanzan su sencillo On High para apoyar a su siguiente álbum Prime Time. En ese momento, el sello cancela todo lanzamiento y son despedidos debido a que no lograron superar lo acontecido en 1997.
En el 2005 lanzan su CD Bigger, con el sencillo Universe y un videoclip potente.

## Formación
- Jana Groß
- Andreas Birr
- Hendrik Röder

## Discografía
- 1997 Read My Sign
- 1999 Longing
- 2001 The Tube
- 2003 Prime Time
- 2005 Bigger

## Sencillos
- 1997 Rescue Me
- 1997 Heyo
- 1997 Read My Sign
- 1998 See Ya
- 1998 Bliss In My Tears
- 1999 Fire And Run
- 2001 Catch You
- 2001 In the witchin' hour
- 2001 On High
- 2005 Universe
- 2005 Alright Now
- 2006 Louise